# Окуловський район
Окуловський район — адміністративно-територіальна одиниця (район) і муніципальне утворення (муніципальний район) у складі Новгородської області Російської Федерації.
Адміністративний центр — місто Окуловка.

## Географія
Окуловський район розташований на Валдайській височині у центральній частині Новгородської області на лівобережжі річки Мста.

### Охорона природи
На території Окуловського району, на межі з Валдайським і Дем'янським районами 17 травня 1990 року було створено державний природний національний парк федерального значення — «Валдайський». Парк має міжнародний статус біосферного резервата ЮНЕСКО. На території заповідного об'єкта зберігається унікальний озерно-лісовий комплекс Валдайської височини, створюються умови для розвитку організованого туризму заради ознайомлення з природними ландшафтами великого естетичного впливу.
У 2000-х роках на території колишнього мисливського заказника, з метою збереження і відтворення чисельності окремих видів диких тварин та середовища їх проживання, на площі 13,9 тис. га було створено Окуловський державний біологічний природний заказник під контролем Комітету мисливського і рибного господарства Новгородської області. 2008 року Новгородською обласною думою з нього було знято охоронний статус.
На території Окуловського району створено 22 пам'ятки природи загальною площею не менше 28 тис. га, з яких 9 комплексного, 11 ландшафтного, 3 геологічного, 11 геоморфологічного, 12 гідрологічного, 3 біологічного профілю.
| №  | Назва                                                   | Тип                                                               | Площа (га) | Розташування                                          | Створення                                           | Дата                 | Характеристика | Фото |
| -- | ------------------------------------------------------- | ----------------------------------------------------------------- | ---------- | ----------------------------------------------------- | --------------------------------------------------- | -------------------- | --- | ---- |
| I  | Гай академіка М. І. Желєзнова                           | біологічна, ботанічна                                             | 4,3        | Боровенківське сільське поселення                     | Постанова Державного планового комітету РРФСР № 199 | 24 вересня 1986 року | Насадження модрини сибірської, ялиці сибірської, туї та інших порід у Боровенківському лісництві (квартали № 49-50). |      |
| 1  | Нижня течія Лляної                                      | гідрологічна, геологічна                                          | 22000      | Котовське сільське поселення                          | Рішення Виконкому Новгородської облради № 399       | 11 грудня 1987 року  | Відслонення четвертинних, кам'яновугільних і девонських порід по берегам річки Лляна. |      |
| 2  | Середня течія Лляної                                    | гідрологічна, геологічна                                          | 1000       | Котовське сільське поселення                          | Рішення Виконкому Новгородської облради № 399       | 11 грудня 1987 року  | Відслонення девонських порід з палеонтологічними знахідками викопних риб по берегам річки Лляна. Ландшафти. |      |
| 3  | Заозерська аккумулятивна водно-льодовикова гряда        | геоморфологічна                                                   | 2668,3     | Березовицьке сільське поселення                       | Постанова Адміністрації НО № 105                    | 5 березня 2012 року  | Заозерська аккумулятивна водно-льодовикова гряда як приклад льодовиково-акумулятивного рельєфу з флювіогляціальною дельтою, озовими і моренними пасмами, камовим горбисто-западинним рельєфом, різні види постгляціальних рівнин (моренна, озерно-льодовикова і озерна, флювіогляціальна). Озера Нало, Мосно, Запереччя зі струмками Попівка і Дорка. Рослинні угруповання південної тайги, дрібнолистяні вторинні ліси, болотна і лучна рослинність, прибережні озерні біоценози. |      |
| 4  | Заручев'є                                               | комплексна, ландшафтна, ботанічна, гідрологічна                   | 380,4      | Боровенківське сільське поселення                     | Постанова Уряду НО № 37                             | 31 січня 2014 року   | Рослинні угруповання південної тайги, дрібнолистяні вторинні ліси. Насадження інтродукованих деревних порід XIX століття: модрина сибірська (Abies sibirica), в'яз гладкий (Ulmus laevis), ялиця сибірська (Larix sibirica). Водні об'єкти. Керамічна дренажна система XIX століття. |      |
| 5  | Мурашиний мікрозаказник «Зельоніха»                     | комплексна, ландшафтна, біологічна                                | 170,5      | Березовицьке сільське поселення                       | Постанова Уряду НО № 327                            | 28 вересня 2017 року | Мурашники. Рослинні угруповання південної тайги, дрібнолистяні вторинні ліси. Рідкісні та зникаючі види рослин, такі як пальчатокорінник балтійський (Dactylorhiza baltica), і тварин. |      |
| 6  | Озеро Ближнє                                            | гідрологічна                                                      | ~          | Угловське сільське поселення                          | Рішення Виконкому Новгородської облради № 399       | 11 грудня 1987 року  | Акваторія озера з прилеглими прибережними ландшафтами. |      |
| 7  | Озеро Дальнє (Сінне)                                    | гідрологічна, геоморфологічна                                     | ~          | Угловське сільське поселення                          | Рішення Виконкому Новгородської облради № 399       | 11 грудня 1987 року  | Акваторія озера з прилеглими прибережними ландшафтами. |      |
| 8  | Озеро Лляне з мизами «Гирло» і «Відрада» (Пилкина миза) | гідрологічна, ландшафтна                                          | ~          | Боровенківське сільське поселення                     | Роспорядження виконкому ради депутатів НО № 613-р   | 23 вересня 1977 року | Акваторія озера з прилеглими прибережними ландшафтами. |      |
| 9  | Боровненські ози                                        | геоморфологічна                                                   | ~          | Трубне сільське поселення                             | Рішення Виконкому Новгородської облради № 399       | 11 грудня 1987 року  | Льодовикові форми рельєфу, ози і морени, камовий горбисто-западинний рельєфом. Акваторія водних об'єктів з прилеглими прибережними ландшафтами. |      |
| 10 | Опеченські гори                                         | комплексна, геоморфологічна, ландшафтна                           | 481,9      | Кулотинське сільське поселення                        | Постанова Уряду НО № 606                            | 10 грудня 2014 року  | Камовий горбисто-западинний рельєф. Комплекс різновисотних пагорбів. Рослинні угруповання південної тайги, що характерні для камового ландшафту, дрібнолистяні вторинні ліси. |      |
| 11 | Відкритий карст поблизу присілка Труби                  | комплексна, геоморфологічна, ландшафтна                           | 30,6       | Угловське сільське поселення, на захід від села Труби | Постанова Уряду НО № 326                            | 28 вересня 2017 року | Моренна рівнина з карстовими формами рельєфу (западини лійки, понори). |      |
| 12 | Велікушський парк                                       | комплексна, ландшафтна                                            | ~          | Котовське сільське поселення                          | Рішення Виконкому Новгородської облради № 399       | 11 грудня 1987 року  | Багаторічні екземпляри дерев (дуб, липа, ялиця, ялина). |      |
| 13 | Річка Хоринка                                           | гідрологічна, геоморфологічна                                     | ~          | Боровенківське сільське поселення                     | Рішення Виконкому Новгородської облради № 399       | 11 грудня 1987 року  | Природні комплекси річки Хоринка з ділянками нересту та виросту риб реофільного комплексу (форель, харіус європейський), міграційні шляхи нерестових риб. Останнє місцезнаходження на території регіону скойки річкової, а також вразливої скойки товстої (Unio crassus). Характерні форми льодовикового рельєфу. Малопорушені ділянки лісів. |      |
| 14 | Річка Шегринка                                          | ландшафтна, гідрологічна                                          | ~          | Угловське сільське поселення                          | Рішення Виконкому Новгородської облради № 399       | 11 грудня 1987 року  | Річка Шегринка. Лучна і лісова рослинність річкових берегів. |      |
| 15 | Поліщицьке джерело                                      | гідрологічна                                                      | ~          | Кулотинське сільське поселення                        | Рішення Виконкому Новгородської облради № 399       | 11 грудня 1987 року  | Джерела і водойма яку вони утворюють, навколишній ландшафт. |      |
| 16 | Семиручав'я                                             | комплексна, гідрологічна, геоморфологічна, біологічна, ландшафтна | 160        | Котовське сільське поселення                          | Постанова Адміністрації НО № 598                    | 9 жовтня 2012 року   | Уступ лівого коренного берега Мсти. Відслонення гірських порід фаменського ярусу верхнього девону. Численні джерела і струмки, що течуть з уступу корінного берега до Мсти, утворюючі мальовничі каньйони. Біоценози річкової долини і корінного берега. Рідкісні та зникаючі види рослин (пальчатокорінник балтійський, сідач коноплевий, осока рідкоколоса). |      |
| 17 | Озерна система Чорна Губа, Колпинець, Іногощенське      | гідрологічна                                                      | ~          | Угловське сільське поселення                          | Рішення Виконкому Новгородської облради № 399       | 11 грудня 1987 року  | Озера Чорна Губа, Колпинець та Іногощенське. Озерна та прибережна рослинність системи озер. |      |
| 18 | Урочище «Ключик»                                        | гідрологічна                                                      | ~          | Угловське сільське поселення                          | Рішення Виконкому Новгородської облради № 399       | 11 грудня 1987 року  | Комплекс джерел, багаторічні ялини та інша рослинність довкола. |      |
| 19 | Урочище «Кобиляча гора»                                 | комплексна, геоморфологічна, ландшафтна                           | 198,7      | Кулотинське сільське поселення                        | Постанова Уряду НО № 325                            | 28 вересня 2017 року | Водно-льодовикове пасмо, камові і моренні пагорби, горбисто-западинний рельєф. Рослинні угруповання південної тайги, дрібнолистяні вторинні ліси. |      |
| 20 | Урочище «Лиха круча»                                    | геоморфологічна, геологічна                                       | ~          | Кулотинське сільське поселення                        | Рішення Виконкому Новгородської облради № 399       | 11 грудня 1987 року  | Відслонення відкладень озерно-льодовикових пісків. Джерела. Місця зростання червонокнижних видів рослин. |      |
| 21 | Уступ поблизу Заручів'я і Високого Острова              | комплексна, геоморфологічна, гідрологічна, ландшафтна             | 130,5      | Боровенківське сільське поселення                     | Постанова Уряду НО № 421                            | 29 жовтня 2015 року  | Озерно-льодовикова і моренна рівнина. Численні джерела і струмки. |      |
| 22 | Пагорби «Бальдазари»                                    | комплексна, геоморфологічна, ландшафтна                           | 672,2      | Кулотинське сільське поселення                        | Постанова Уряду НО № 328                            | 28 вересня 2017 року | Льодовикові форми рельєфу (ками, ози). Рослинні угруповання південної тайги, дрібнолистяні вторинні ліси. |      |

## Історія
До ліквідації губерній і утворення областей у 1927 році: 

в складі Новгородського повіту
- До 1708 року, Деревської п'ятини Землі Новгородської (приєднана до Московської Русі у 1478 р.).
- З 1708 року у Інгерманландській губернії.
- З 1727 року у Новгородській губернії.

Окуловський район був утворений у серпні 1927 року і спочатку входив до складу Боровичського округу Ленінградської області.
25 червня 1928 року було утворено робочі селища Кулотіно, Окуловка і Парахіне-Піддуб'є.
20 вересня 1931 року до складу Окуловського району увійшов Торбінський район.
1 січня 1932 року до складу Окуловського району зі скасованого Угловського району було передано ряд сільрад.
З утворенням 5 липня 1944 года Новгородської області Окуловський район був включений до її складу.
1 лютого 1963 року Окуловський район був скасований, а його територія увійшла в Окуловський сільський район.
12 січня 1965 року Окуловський район був знову відновлений. До його складу увійшли місто Окуловка, р.п. Кулотіно і Угловка, ряд сіл.

## Населення
У міських поселеннях (місто Окуловка, робітничі селища Кулотіно і Угловка) проживає 70,48 % населення району.

## Муніципальної-територіальний устрій
У складі муніципального району 3 міських і 4 сільських поселеннь, які об'єднують 202 населених пункти, що перебувають на обліку (разом із залишеними).
| Муніципальне утворення            | Адмінцентр                | Кількість населених пунктів | Населення (осіб, 2017 рік) | Площа (км²) | Карта                                                         |
| --------------------------------- | ------------------------- | --------------------------- | -------------------------- | ----------- | ------------------------------------------------------------- |
| Кулотинське міське поселення      | робітниче селище Кулотино | 18                          | 2681▼                      | 187,00      | Кулотино Окуловка Угловка Березовик Боровенка Котово Мельниця |
| Окуловське міське поселення       | місто Окуловка            | 3                           | 10 115▼                    | 27,44       | Кулотино Окуловка Угловка Березовик Боровенка Котово Мельниця |
| Угловське міське поселення        | робітниче селище Угловка  | 41                          | 2726▼                      | 385,22      | Кулотино Окуловка Угловка Березовик Боровенка Котово Мельниця |
| Березовицьке сільське поселення   | село Березовик            | 30                          | 636▲                       | 390,00      | Кулотино Окуловка Угловка Березовик Боровенка Котово Мельниця |
| Боровенковське сільське поселення | селище Боровенка          | 76                          | 2224▼                      | 1010,00     | Кулотино Окуловка Угловка Березовик Боровенка Котово Мельниця |
| Котовське сільське поселення      | селище Котово             | 11                          | 1838▼                      | 184,00      | Кулотино Окуловка Угловка Березовик Боровенка Котово Мельниця |
| Турбинне сільське поселення       | село Мельниця             | 23                          | 466▼                       | 337,15      | Кулотино Окуловка Угловка Березовик Боровенка Котово Мельниця |

11 листопада 2005 року (Обласний закон № 559-ОЗ) на території муніципального району було утворено 8 муніципальних утворень: три міських і 5 сільських поселень. Законом Новгородської області № 722-ОЗ від 30 березня 2010 року, який набрав чинності 12 квітня 2010 року, Угловське міське і Озерське сільське поселення були об'єднані в єдине Угловське міське поселення з адміністративним центром у робітничому селищі Угловка.

## Економіка
2011 року вироблено товарів і виконано послуг на загальну суму 3,4 млрд руб.

### Гірництво
На території району ведеться відкрита розробка корисних копалин Угловським вапняковим комбінатом, будівельними (ТОВ «Новгород СУ-6», «Угловская строительно-сырьевая компания», «БалтСтройМонтаж», завод сухих будівельних сумішей «Стройкомфорт»), шляхоремонтними, житлово-комунальними та іншими підприємствами, ТОВ «КРИСМа», «Песок Строительный Карьерный», «Новгородская Долина», Угловським кар'єрним управлінням. Розробка ведеться відкритим способом на таких родовищах і в кар'єрах:
- Пісок будівельний: Боровна-1 (поблизу села Тухилі), Гряди (поблизу села Чернецко), Борок (поблизу села Борок), Зорька-2 (на південь від села Федосково), Чорний (поблизу села Первомайський), Боровенка-3 (за 19 км на північний захід від Окуловки), Великий Куст-2 (за 8 км на північ від села Чернецко), Панорама (поблизу села Стегново), Заруччя-1 (поблизу села Заруччя), Іловський.
- Валунно-гравійно-піщаний матеріал (ВГПМ, ВГПС): Новоборовенковське (за 3,5 км на північний захід від Боровенки), Крот-2 і Аїст (поблизу села Стегново).
- Вапняк (включно з облицювальним) і карбонати: Заріччя (за 8 км на південний захід від Угловки), Угловське (на південь від Угловки), Трубське (поблизу села Труби)[22].

### Промисловість
Головні системоутворюючі підприємства Окуловського району:
- ТОВ «Олес трейд» — виготовлення пиломатеріалів і залізничних шпал;
- Окуловський завод меблевої фурнітури;
- Окуловська паперова фабрика — виготовлення паперу і картону;
- ТОВ «Завод Агрокабель» — виготовлення електротехнічних дротів і кабелів;
- ТОВ «Озри» — виготовлення пластмасових виробів, радіодеталей;
- Угловський вапновий комбінат — виготовлення різних видів вапна в Угловці;
- Угловський комбінат побутової хімії в Угловці;
- ТОВ «Валдайская косметика» — виготовлення косметики;
- ТОВ «СПЛАТ» — гуртова торгівля фармацевтичною продукцією;
- ТОВ «Сплат Глобал» — гуртова торгівля косметичною продукцією;
- ТОВ «Органик Фармасьютикалз» — виготовлення зубної пасти;
- Окуловський хімзавод — хімічне виробництво;
- ТОВ «АвтоХимСтандарт» — хімічне виробництво у селі Березівка;
- ТОВ «СИЛ-Пласт» — хімічне виробництво у селі Березівка;
- ТОВ «Химабсолют» — хімічне виробництво у селі Березівка;
- АТ «Новхимсеть» — хімічне виробництво.
- ТОВ «Виробничо-комерційна благодійна фірма „ДИВ“» — лісозаготівля, виготовлення пиломатеріалів.
- ЗАТ «Корпорація „Сім струмків“» — видобуток, виготовлення мінеральних і питних вод

## Освіта

### Муніципальні освітні установи
- 5 — дошкільних освітніх установ;
- 14 — загальноосвітніх середніх шкіл;
- 2 — освітніх установ типу «початкова школа — дитячий садок»;
- 4 — дитячих музичних школи;
- Дитячо-юнацький клуб фізичної підготовки в Окуловці.

### Державні освітні установи
- Професійне училище № 5 в Окуловці;

## Транспорт
- Територію району перетинає ділянка залізничної магістралі Москва — Санкт-Петербург, протяжністю 110 км, залізнична лінія Окуловка — Неболчі, прокладена тут при обороні Ленінграду під час Німецько-радянської війни у 1941 році і залізнична лінія Угловка — Боровичі.
- Протяжність автомобільних доріг — становить 453 км;

Зовнішні транспортні зв'язки району здійснюються
- По Жовтневої залізниці

1. Москва — Санкт-Петербург;
2. Окуловка — Неболочі;
3. Угловка — Боровичі

- автодорогою Крижі — Окуловка — Боровичі.

## Люди пов'язані з районом
- Миклухо-Маклай Микола Миколайович — російський етнограф, антрополог, біолог і мандрівник, який вивчав корінне населення Південно-Східної Азії, Австралії і Океанії, народився у селі Язикове у 1846 році.
- Парфьонов Дмитро Георгійович — Герой Росії, член екіпажу, котрий вчинив перший повітряний таран бомбардувальником у Великій Вітчизняній війні і перший в історії військової авіації подвійний таран повітряної і наземної цілі, народився 22 серпня 1919 року у селі Глазове.
- Борейша Петро Антонович (1835—1904) — інженер шляхів сполучення. Похований в селі Перетно на цвинтарі храму Св. Трійці. Могила не збереглася.

## Цікаві місця
- На території району знаходиться частина Валдайського національного парку.
- У районі близько 80 озер.
- У басейні річки Перетни знаходяться кілька ранньослов'янських курганних груп (понад 100 насипів) IX—XIII століть[24], в тому числі — укріплене поселення (літописний «град») новгородських словен Малі Поліщі[25].
- У нижній течії Мсти в урочищі Кобиляча Голова між селами Смуги і Самокража знаходиться ґрунтовий середньовічний могильник[26]. На поселенні Кобиляча Голова відомі споруди із застосуванням стовпової техніки при зведенні покрівлі, такі ж, як на поселеннях другої половини I тисячоліття Стара Ладога, Городок на Ловаті, з'їжджаючи, Жабін[27].